# هاینریش ماشکه

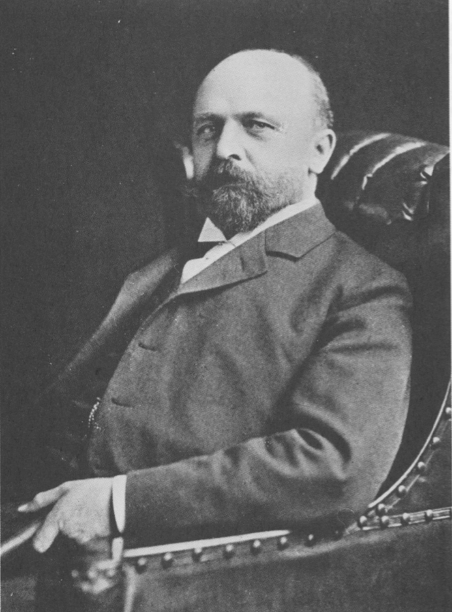
پرتره ریاضیدان هابنریش ماشکه استاد دانشگاه شیکاگو

هاینریش ماشکه (به آلمانی: Heinrich Maschke)(زادهٔ ۲۴ اکتبر ۱۸۵۳ در وروتسواف – درگذشتهٔ ۱ مارس ۱۹۰۸ در شیکاگو، ایلینوی) ریاضی‌دان اهل آلمان بود.

## زندگی و کارنامه

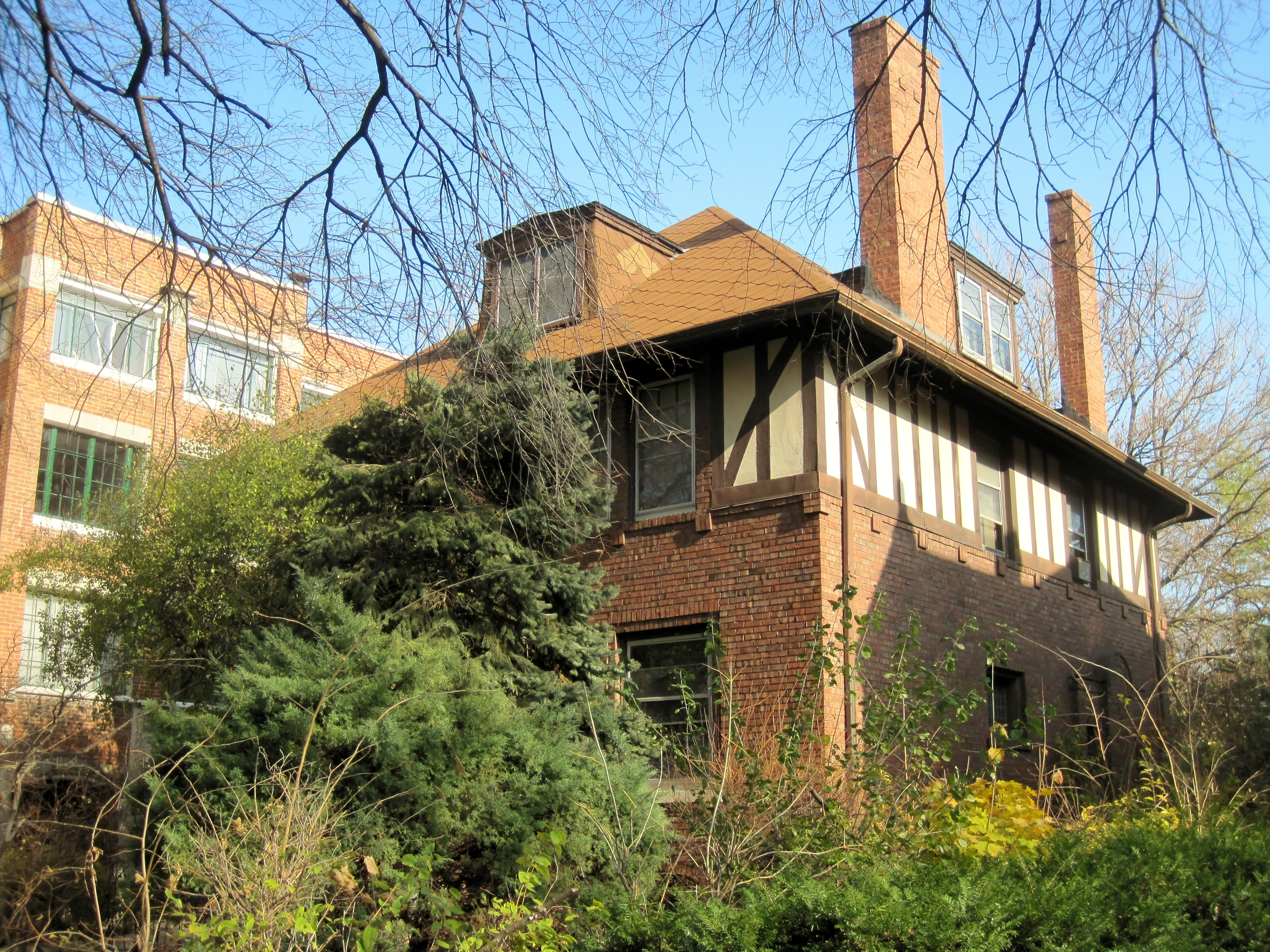
خانه ماشکه در شیکاگو (که به «خانه بولتسا» نیز معروف است)، ساخته‌شده توسط معمار اچ. وی. دی. شاو.

ماشکه فرزند یک پزشک بود و تحصیلات مقدماتی را در زادگاهش وروتسواف به پایان رساند سپس به دانشگاه هایدلبرگ رفت ولی تحصیلاتش را خدمت سربازی برای یک سال قطع نمود. پس از آن به دانشگاه برلین رفت و در آنجا امتحان آموزگاری را پشت سرگذاشت. ماشکه رویای تدریس در دانشگاه داشت و برای همین به گوتینگن رفت و در سال ۱۸۷۹ درجه دکتری را به دست آورد. پس از آنکه نتوانست شغلی در دانشگاه بیابد، دوباره به تدریس در دبیرستان سرگرم شد و سپس چند باری در فاصله سالهای ۱۸۸۶ تا ۱۸۸۹ به برلین و گوتینگن نزد فلیکس کلاین رفت. او در سال ۱۸۸۷ نخستین مقاله علمی اش را به چاپ رساند. سرانجام ماشکه تصمیم به رفتن به آمریکا گرفت و از آنجا که دوستش اسکار بولتسا که پیش از آن در آمریکا شغل استادی به دست آورده بود به او گفته بود که یافتن شغل دانشگاهی در آمریکا آسان نیست، ماشکه پیش از رفتن به آمریکا به آموختن دانش الکترونیک پرداخت و سپس در سال ۱۸۹۱ به آمریکا رفت و نخست در کارخانه ای در نیویورک به شغل مهندسی برق پرداخت. در آن زمان دانشگاه شیکاگو به تازگی بنیان نهاده شده بود و بولتسا که در آن دانشگاه کاری به دست آورده بود به ماشکه پیشنهاد آمدن بدانجا را کرد. ماشکه به شیکاگو آمد و این دو به همراه مدیر گروه ریاضی، الیاکیم مور بخش ریاضیات را با تاکید بر پژوهش استحکام بخشیدند.
زمینه کاری ماشکه بیشتر جبر و نظریه نمایش بود ولی او به هندسه دیفرانسیل نیز پرداخت و مقاله های مهمی را در مجله ماتماتیشه آنالن به چاپ رساند. وی در سال ۱۹۰۷ معاون انجمن ریاضی آمریکا بود. سبک پژوهشی ماشکه چنانکه مور نیز دریافت بیشتر برگرفته از کلاین در گوتینگن بود و مور در نامه‌ای به کلاین به این نکته اشاره کرده است. در نظریه نمایش، قضیه ای که به نام خود او قضیه ماشکه نامیده شده است نامبردار است.